# Óscar da Prússia
Óscar da Prússia (Óscar Carlos Gustavo Adolfo Príncipe da Prússia; em alemão: Oskar Karl Gustav Adolf Prinz von Preußen), (27 de julho de 1888 - 27 de janeiro de 1958) foi o quinto filho do imperador Guilherme II da Alemanha e da princesa Augusta Vitória de Schleswig-Holstein.

## Educação
O príncipe Óscar foi educado como cadete em Plön, no estado natal da sua mãe, Schleswig-Holstein, tal como os seus irmãos já o tinham feito anteriormente. Em 1902, foi motivo de notícia quando fracturou a clavícula ao cair das barras horizontais.

## Carreira militar

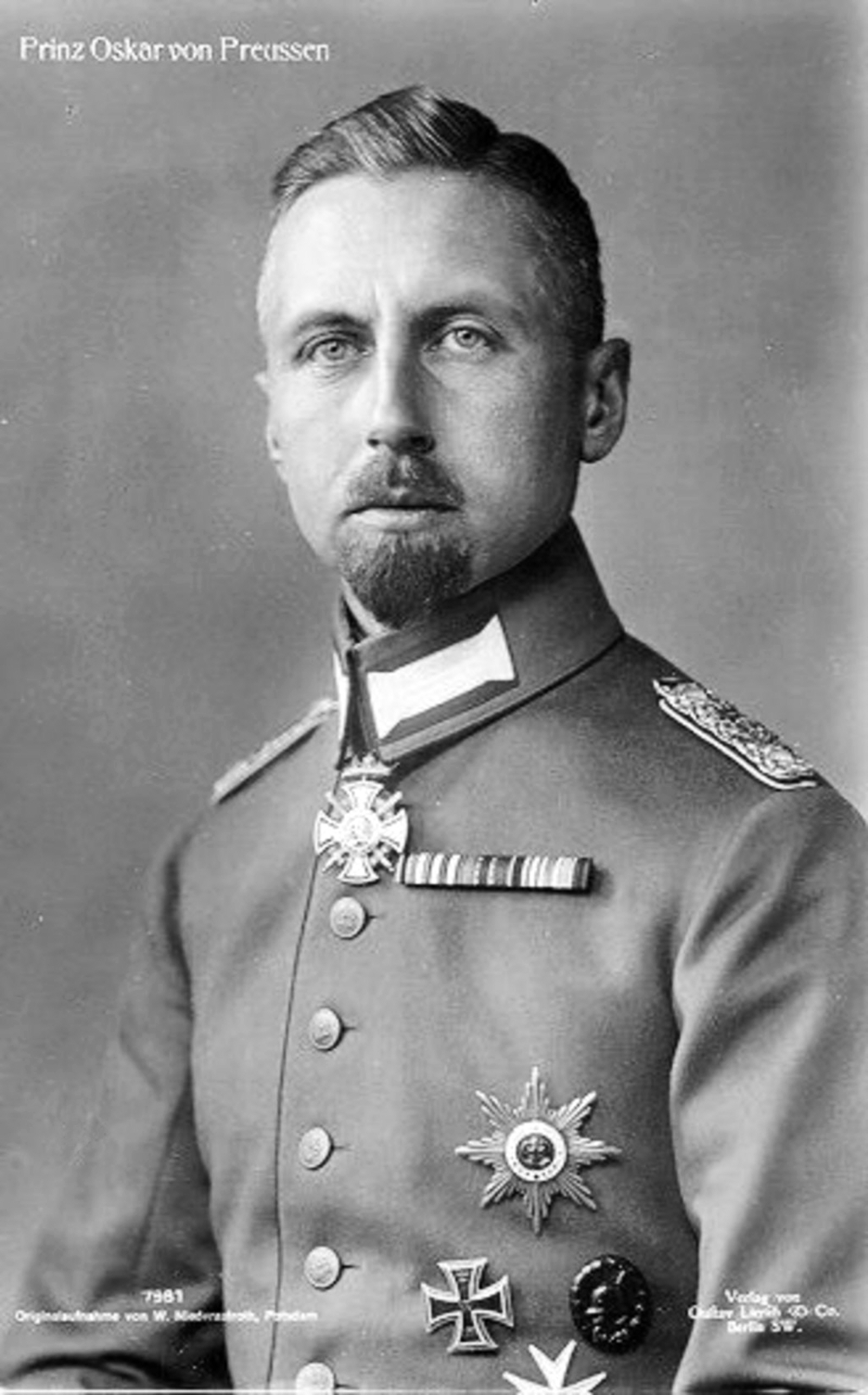
Óscar da Prússia em uniforme

Durante os primeiros meses da Primeira Guerra Mundial, comandou o Grenadierregiment "Konig Wilhelm I." (2. Westpreussisches) Nr. 7, em campo, na categoria de coronel. A 22 de agosto de 1914, o futuro lutador Manfred von Richthofen testemunhou um ataque a Virton, na Bélgica, e escreveu sobre a coragem do príncipe Óscar e a sua liderança inspiradora no comando do seu regimento prestes a entrar em combate. Por esta atitude, Óscar recebeu a Cruz de Ferro, Segunda Classe. Um mês depois, em Verdun, Óscar voltou a liderar os seus homens para um assalto bem-sucedido em combate pesado e recebeu a Cruz de Ferro, Primeira Classe. Depois desta atitude, o príncipe acabou por colapsar e teve de ser retirado do campo de batalha. Recebeu o distintivo de ferido e passou grande parte do outono de 1914 a recuperar do que se pensa ter sido um problema de coração. Acabou por regressar aos seus deveres na frente de combate oriental onde voltou a receber o distintivo de ferido.
Em inícios da década de 1920, o seu nome surgiu em listas de membros do pessoal em geral ou membros da família real acusados de crimes de guerra e Óscar foi condenado pela imprensa por se ter candidatado a receber uma pensão de coronel da República de Weimar.
Durante a década de 1930, quando a família Hohenzollern tentou regressar ao poder através do Nacional Socialismo, parece evidente que Óscar tenha tentado também a sua sorte e acabou por ser nomeado Generalmajor zur Verfügung (uma posição equivalente a brigadeiro-general, "disponível para nomeação"), por volta de 1 de março de 1940. À medida que se foi tornando evidente que a monarquia não iria ser restaurada pelos Nazis, a família deixou de ser favorecida por Adolf Hitler, com a excepção do irmão mais velho de Óscar, o príncipe Augusto Guilherme.
Durante a Segunda Guerra Mundial, quando o filho mais velho de Óscar (que tinha o mesmo nome do pai) foi morto na Polónia em Setembro de 1939 e o seu sobrinho Guilherme, filho do príncipe-herdeiro Guilherme, sofreu o mesmo destino na França em março de 1940, o povo alemão voltou a sentir alguma ternura pela família real, também influenciados pelo regime totalitarista que era, na altura, a Alemanha Nazi. A consequência destes acontecimentos foi a expulsão da maioria dos membros da antiga família real prussiana das forças armadas, incluindo do próprio príncipe Óscar. Apesar de Augusto Guilherme continuar a ser fiel a Hitler e de o antigo príncipe-herdeiro Guilherme preferir a neutralidade, Óscar e o resto dos seus irmãos, Eitel Frederico e Adalberto, revoltaram-se contra o regime.

## Mestre dos cavaleiros, ordem protestante de São João

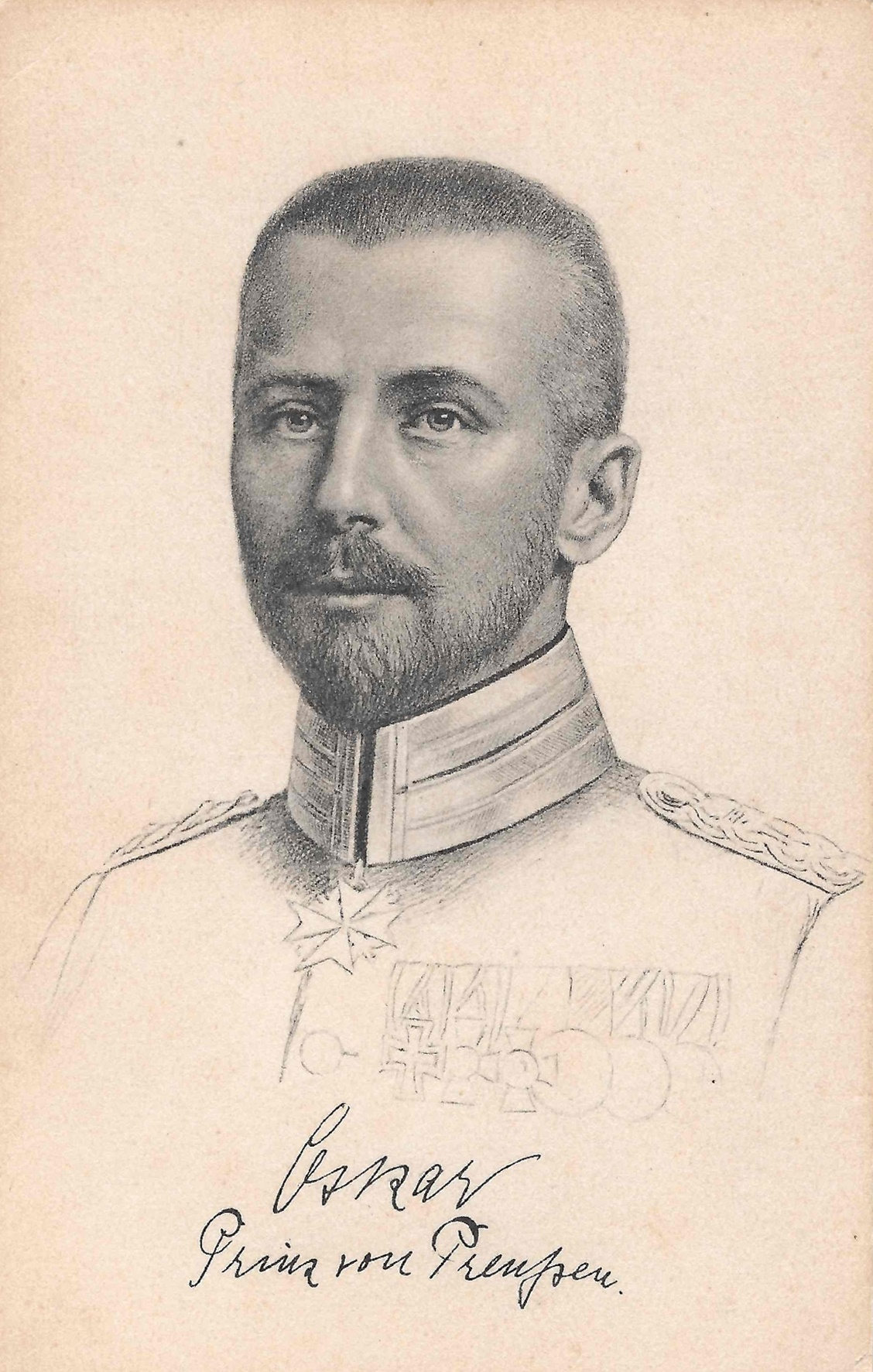
Príncipe Óscar da Prússia (Coleção Gabriel Dorneles).

Os Hohenzollern em geral e a família de Óscar em particular sempre tiveram grande carinho pela Johanniterorden (Ordem de São João). O seu pai e tio eram membros e o seu irmão, Eitel Frederico, foi Mestre dos Cavaleiros (Herrenmeister) entre 1907 e 1926. O príncipe Óscar foi o seu trigésimo-quinte Mestre dos Cavaleiros desde que Eitel renunciou à posição em 1926 até à sua morte em 1958. Os historiadores modernos afirmam que foi Óscar quem salvou a antiga ordem do esquecimento durante as purgas culturais do regime Nazi. Foi devido a esta luta que o príncipe se revoltou contra o regime. Após a sua morte em 1958, o seu filho mais novo, o príncipe Guilherme Carlos, tornou-se o seu sucessor permanente. O neto de Óscar, o dr. Oskar Hohenzollern, que também partilha o seu nome, é actualmente o trigésimo-sétimo Mestre dos Cavaleiros. 

## Casamento e descendência

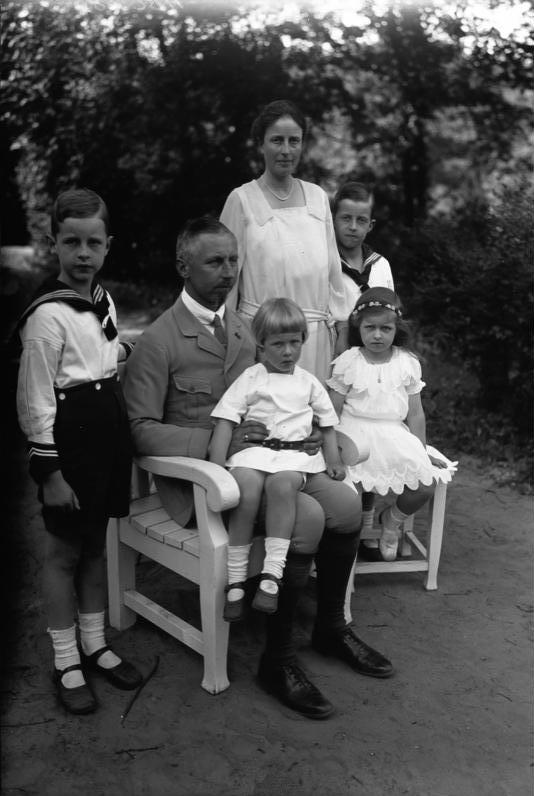
Óscar com a esposa e os quatro filhos

O príncipe Óscar casou-se no dia 31 de julho de 1914 com a condessa Ina Maria von Bassewitz. Tanto a cerimônia civil como a religiosa se realizaram no Schloß Bellevue, perto de Berlim, na Prússia. Inicialmente a união foi considerada morganática, mas, a 3 de novembro de 1919, foi declarada como uma união dinástica, segundo as leis da Casa de Hohenzollern. Antes do seu casamento, Ina Maria tinha também recebido o título de "condessa de Ruppin", a 27 de julho de 1914. A partir de 21 de junho de 1920, também passou a ter o título de "princesa da Prússia", com a forma de tratamento de "Sua Alteza Real". O casal teve quatro filhos:
1. Óscar da Prússia (21 de julho de 1915 - 5 de setembro de 1939), morreu na Segunda Guerra Mundial; sem descendência;
2. Burchard da Prússia (8 de janeiro de 1917 - 12 de agosto de 1988), casado com a condessa Eleonore Fugger von Babenhausen; sem descendência;
3. Herzeleide da Prússia (25 de dezembro de 1918 - 22 de março de 1989), casada com o príncipe Karl Biron da Curlândia; com descendência;
4. Guilherme-Carlos da Prússia (20 de janeiro de 1922 - 9 de abril de 2007), casado Armgard von Veltheim; com descendência.

A saúde do príncipe Óscar foi-se deteriorando durante os seus últimos anos de vida e o príncipe acabaria por morrer de cancro, numa clínica de Munique, a 17 de janeiro de 1958.